# Mario & Luigi: Paper Jam
Mario & Luigi: Paper Jam, Mario & Luigi: Paper Jam Bros. na Europa e Austrália e Mario & Luigi RPG Paper Mario MIX (japonês: マリオ&ルイージRPG ペーパーマリオMIX, Hepburn: Mario & ruīji RPG pēpāmario MIX) no Japão, é um RPG da série Mario & Luigi desenvolvido pela AlphaDream[carece de fontes?] e publicado pela Nintendo para o Nintendo 3DS e o New Nintendo 3DS. Este jogo é o 5° da série Mario & Luigi, com elementos e personagens de Paper Mario. Ele foi lançado em dezembro de 2015 no Japão e Europa, e em 22 de janeiro de 2016 no resto do mundo.

## Sinopse
Ao tentar consertar um buraco na biblioteca do castelo da princesa Peach, Luigi tropeça e acidentalmente toca um livro misterioso que contém o mundo do Paper Mario, fazendo com que os residentes finos em papel se espalhem por todo o Reino do Cogumelo. Posteriormente, Bowser combina seu exército maligno com o de sua homóloga de papel, Paper Bowser, e sequestra Peach e sua homóloga, Paper Peach. Mario e Luigi agora devem juntar-se com a homóloga do papel de Mario, Paper Mario, para corrigir tudo, derrotar ambos os Bowsers e trazer todas as pessoas do papel de volta para o livro.